# ヨーロッパオープン・マドリード
ヨーロッパオープン・マドリード(Europian Open Madrid)はスペインの国際柔道大会

## 来歴
2009年よりIJFワールド柔道ツアーの一環として、グランドスラム、グランプリなどに次ぐ位置付けとなったワールドカップのうちの1大会。なお、今大会は世界ランキング対象大会であるが、国際柔道連盟主催ではなく大陸連盟主催の大会であるため、ワールド柔道ツアーには含まれない。年度によって男女交互に開催される。以前は「スペイン国際柔道大会」と呼ばれていた。2009年から「ワールドカップ・マドリード」という名称になったが、2013年には「ヨーロッパオープン・マドリード」という名称に変更された。2021年はマラガで開催された。2025年はベニドルムで開催された。

## 名称の変遷
- スペイン国際柔道大会 ( -2008)
- ワールドカップ・マドリード World Cup Madrid (2009-2012)
- ヨーロッパオープン・マドリード Europian Open Madrid (2013-2018)
- ヨーロッパオープン・マラガ Europian Open Malaga (2021)
- ヨーロッパオープン・マドリード Europian Open Madrid (2022-)
- ヨーロッパオープン・ベニドルム  Europian Open Benidorm (2025)

## 優勝者

### 男子
| 年     | 60 kg級                    | 66 kg級                    | 73 kg級                    | 81 kg級                  | 90 kg級                                  | 100 kg級                     | 100 kg超級                   |
| 2010年 | 山本浩史                   | デニス・コズロフス         | ヤロミール・イェゼク       | 中井貴裕                 | ティアゴ・カミロ                         | イラクリ・チレキゼ           | ラファエル・シルバ           |
| 2012年 | アルセン・ガルスチャン     | ムサ・モグシコフ           | ハビエル・ラミレス         | アドリアン・ナシミエント | ルドビク・ゴベール                       | タギル・カイブラエフ         | アレクサンドル・ミハイリン   |
| 2014年 | ジェロエン・ムーレン       | ズミトリ・シェルシャン     | ウアリ・クルジェフ         | アントニオ・チアーノ     | ヴァディム・シニャフスキー               | トマ・ニキフォロフ           | スタニスラフ・ボンダレンコ   |
| 2016年 | シルベン・グール           | ゲオルグリー・ザンタラヤ   | ルスタム・シェボツコフ     | アンリ・エグチゼ         | ダビド・テキック                         | タギル・ハイブラエフ         | レナート・サイドフ           |
| 2018年 | ルカ・ムハイジェ           | ケネト・ファンガンスベケ   | ベンジャミン・アクサス     | ティム・グラムコブ       | ニコロス・シェラザディシビリ             | ザラン・オハト               | ダニエル・ナテア             |
| 2021年 | セドリク・リボル           | アミト・ボボビッチ         | ルカ・オトマヌ             | アルパ＝ウマル・ジャロ   | エルダル・アラフベルディエフ             | ロベルト・フロレンティーノ   | エレ・スニッペ               |
| 2022年 | ヌルダウレト・アマンコソフ | ワリド・キヤー             | ニルス・シュトゥンプ       | ロイク・ピエトリ         | トリスタニ・モサフリシビリ・ママラシビリ | アーロン・ファラ             | エレ・スニッペ               |
| 2023年 | テオ・ラウル・エブラル     | アドリアン・ニエト・シナロ | エドアルド・メッラ         | ジョアン・フェルナンド   | テオ・レルビール                         | アレクサンドル・イディア     | マルビン・ベルツ             |
| 2024年 | ルイス・バロッソ・ロペス   | アレクシス・ルノー         | ベンジャマン・アクサス     | アルノー・アレグバ       | ラシャ・ベカウリ                         | イオシュイフ・シミン         | テディ・リネール             |
| 2025年 | アリエル・シュルマン       | ミキタ・ホロボロドゥコ     | アントン・シュハリエイエフ | アディレト・アルマト     | ラシャ・ベカウリ                         | ニコロス・シェラザディシビリ | イェフヘニー・バリエフスキー |

### 女子
| 年     | 48 kg級                | 52 kg級                    | 57 kg級                    | 63 kg級                      | 70 kg級                    | 78 kg級                      | 78 kg超級                            |
| 2009年 | サラ・メネゼス         | アナ・カラスコサ           | ラファエラ・シルバ         | エリザベト・ウィルボーダス   | エディス・ボッシュ         | アナスタシア・マトロソワ     | ウルスラ・サドコワスカ               |
| 2011年 | オイアナ・ブランコ     | マリーン・クラー           | ケトレイン・クアドロス     | クラウディア・マルツァン     | キム・ポリング             | ハイデ・ウォラート           | 佟文                                 |
| 2013年 | フリア・フィゲロア     | ギリ・コーヘン             | エレーヌ・ルスボー         | アン＝ラウル・ベラール       | マリア・ベルナベウ         | アスンタ・ガレオーネ         | アナイド・ムヒタリャン               |
| 2014年 | スメイェ・アックス     | オデッテ・ジュフリダ       | サンネ・フェルハーヘン     | 楊俊霞                       | エステル・スタム           | クリステル・ガリー           | 馬思思                               |
| 2016年 | イリーナ・ドルゴワ     | マリア・エルトル           | ローラ・ブナローシュ       | ヴィヴィアン・ヘルマン       | サンネ・ファンデイケ       | カレン・ステーベンソン       | クセニア・チビソワ                   |
| 2018年 | フランセスカ・ジオルダ | アンドレア・キトゥ         | マルティナ・ロジウディチェ | ナジャ・バジンスキ           | サラ・ロドリゲス           | ファニー＝エステル・ポスビト | クリスティン・ブエソブ               |
| 2021年 | マロン・ウルディアル   | マルティナ・カスタグノラ   | アメリー・シュトール       | サラ・アラシ                 | ヨリエン・ビセール         | ジョルジア・スタンゲルリン   | バレンティヌ・マルシャン             |
| 2022年 | カタリナ・メンツ       | フリア・フィゲロア         | ヤナ・ジーグラー           | クリスティナ・カバナ・ペレス | アイ・ツノダ・ロウスタント | テレサ・ツェンカー           | ニスリン・ブスバー・ダブ             |
| 2023年 | マリヌ・ジリ           | ギリア・カルナ             | ヤイオネ・エキソアイン     | アガタ・シュミット           | マルヒト・デ・フーフト     | オセアヌ・ザトシ＝ビ         | マリア・ヘルヴァルト                 |
| 2024年 | サラ・イシュト         | マリナ・カストロ・ディエス | マルタ・ファワズ           | マノン・ドゥクテル           | ルーシー・ジャロ           | リズ・ンゲレベヤ             | グラス＝エステル・ミエナンディ＝ラル |
| 2025年 | サラ・イシュト         | レオニー・ゴンサレス       | クロエ・デビクトル         | ゲタネ・デブルト             | マルゴー・ピノ             | オスアニ・ザチビ             | レア・フォンテーヌ                   |

## 外部サイト
- IJF World Cup Madrid